# Inmortalidad biológica

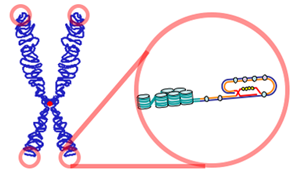
Telómeros en los extremos de cada cromosoma. Se teoriza que su acortamiento determina el envejecimiento (o senescencia).

La inmortalidad biológica se refiere a la cualidad por la que ciertas células u organismos no envejecen o incluso revierten este proceso pudiendo, por lo tanto, llegar a vivir indefinidamente sin morir por causa natural. En términos más técnicos, es un estado en el que la tasa de mortalidad por senescencia celular es estable o disminuye, desvinculándola así de la edad cronológica.
Varias especies unicelulares y pluricelulares pueden lograr este estado, sea en cualquier momento de su existencia o luego de haber vivido un largo período de tiempo. Un ser vivo biológicamente inmortal  puede de todas formas, morir por causas distintas a la senescencia, como lesiones, envenenamientos, enfermedades, depredación, falta de recursos disponibles o cambios en el medio ambiente.
El término es también utilizado por los biólogos para referirse a células que no se someten al límite de Hayflick, que es el número de duplicaciones que puede sufrir una célula eucariota antes de entrar en senescencia.

## Líneas celulares inmortales
En biología se usa el término "inmortales" para designar las células que no están sujetas al límite de Hayflick, el punto en el que estas ya no pueden dividirse debido a daños en el ADN o a telómeros acortados.
Antes del establecimiento de la teoría de Leonard Hayflick, el biólogo y premio nobel francés Alexis Carrel (1873-1944) había propuesto la hipótesis errónea de que las células somáticas normales podían ser inmortales.
El término "immortalización" fue aplicado primero a las células de cáncer que presentaban una sobrexpresión de la enzima telomerasa, y por tanto evitaban la apoptosis (muerte celular programada).
Entre las líneas celulares inmortalizadas más frecuentemente usadas se encuentran las células HeLa, las células Jurkat o las células Vero. Estas células se han utilizado y se siguen utilizando ampliamente en investigaciones biológicas, como la creación de la vacuna contra la poliomielitis, la investigación en hormonas sexuales esteroides y el metabolismo celular. Las células madre embrionarias y las células germinales (gametos) también se han descrito como inmortales.
Se pueden crear líneas celulares inmortales de células cancerosas mediante la inducción de oncogenes o la pérdida de genes supresores de tumores.
Una forma de inducir la inmortalidad es mediante la inducción mediada por virus del antígeno T grande, comúnmente introducido a través del virus simio 40 (SV-40).

## Células inmortales
Muchos organismos unicelulares envejecen: al pasar el tiempo, se dividen menos frecuentemente y finalmente mueren. Las bacterias y levaduras que se dividen de forma asimétrica envejecen también. Sin embargo, algunas bacterias y levaduras pueden ser biológicamente inmortales bajo condiciones ideales de crecimiento. Bajo estas condiciones, cuando una célula se divide simétricamente produce dos células hijas, y el proceso de división celular puede restaurar la célula a un estado joven.
Algunos autores, entre ellos Lynn Margulis, opinan que todas las bacterias, además de los protoctistas no sexuales, son potencialmente inmortales, ya que pueden dividirse indefinidamente si cuentan con los nutrientes necesarios y no están sometidas al límite de Hayflick.

## Organismos pluricelulares
Según la base de datos de longevidad y envejecimiento animal (Animal Aging and Longevity Database), la lista de organismos con una tasa de envejecimiento insignificante (junto con longevidad estimada en medio salvaje) incluye:
- Tortuga pintada (Chrysemys picta) – 61 años
- Tortuga de Blanding (Emydoidea blandingii) – 77 años
- Proteo (Proteus anguinus) – 102 años
- Tortuga de caja oriental (Terrapene carolina) – 138 años
- Erizo del mar rojo (Strongylocentrotus franciscanus) – 200 años
- Escorpina de Rougheye (Sebastes aleutianus) – 205 años
- Almeja de Islandia (Arctica islandica) – 507 años
- Pino longevo (Pinus longaeva) – 4713 años

### Hydras

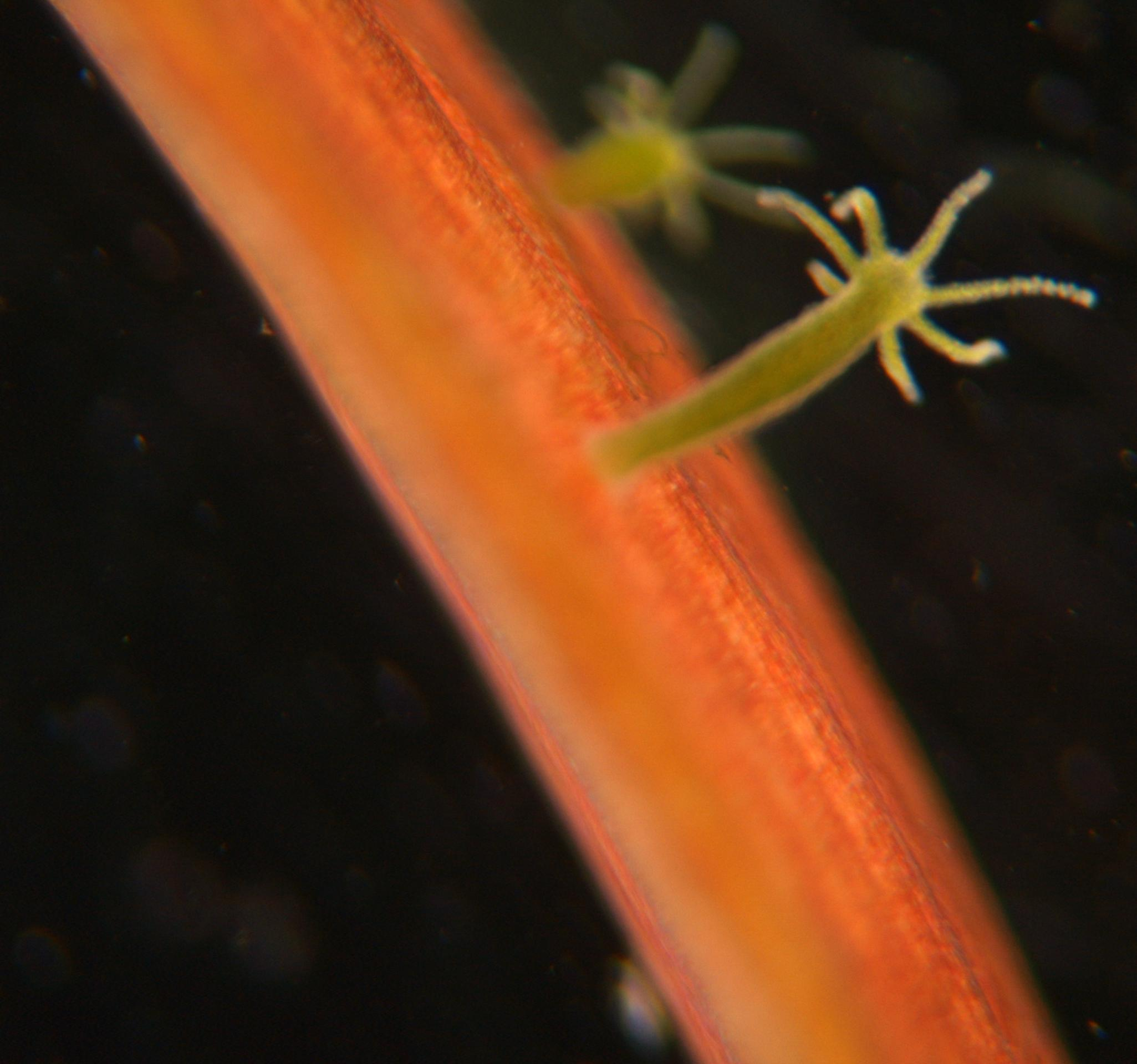
Hydra

Las hydras son un género del filo de los cnidarios. Todos los cnidarios pueden regenerarse, lo que les permite recuperarse de heridas y reproducirse asexualmente. Las hydras son animales sencillos de agua dulce que poseen simetría radial y no poseen células postmitóticas.

### Medusas
La Turritopsis dohrnii (o Turritopsis nutricula) es una pequeña especie de medusa (de 5 milímetros o 0,20 pulgadas) que utilizan la transdiferenciación para reponer células después de la reproducción sexual.
Este ciclo puede repetirse indefinidamente, volviéndolas biológicamente inmortales. Este organismo es originario del mar Caribe, pero actualmente se ha extendido alrededor del mundo.
Otros animales biológicamente inmortales incluyen la medusa Laodicea undulata y los escifozoos Aurelia sp.